# Pakuwon Mall
Pakuwon 購物中心 (Pakuwon Mall) 是印度尼西亞的購物中心之一。泗水最大的購物中心，位于西泗水的Jalan Puncak Indah Lontar。